# محمد حمدی محمود شرف‌الدین
محمد حمدی محمود شرف‌الدین (عربی: محمد حمدي محمود شرف الدين؛ زادهٔ ۱۵ مارس ۱۹۹۵) بازیکن فوتبال اهل مصر است.
از باشگاه‌هایی که در آن بازی کرده است می‌توان به باشگاه فوتبال مقاولون عرب و باشگاه فوتبال الاهلی اشاره کرد که در حال حاضر برای باشگاه فوتبال پیرامیدز بازی می‌کند. 
وی همچنین در تیم‌های ملی فوتبال زیر ۲۳ سال مصر و مصر بازی کرده است.